# Замена (филм из 2008)
Замена (енгл. Changeling) је амерички мистериозни криминални драмски филм из 2008. године којег је режирао и продуцирао Клинт Иствуд, по сценарију Џ. Мајкла Стражинског. Прича је инспирисана стварна дешавања, конкретно са Вајнвилским убиствима у кокошињцу из 1928. године у Мирa Ломи у Калифорнији. Главну улогу игра Анџелина Жоли спојена са дечаком за којег схвата да није њен нестали син. Када покуша да то демонстрира полицији и градским властима, она је окарактерисана као лажов, означена као неспособна мајка и смештена на психијатријско лечење. Филм истражује теме угрожавања деце, подређености жена, политичке корупције и малтретирања пацијената са менталним болестима.
Радећи 1983. као специјални дописник за сада већ угашени магазин TV-Cable Week, Стражински је први пут сазнао за причу Кристин Колинс и њеног сина од контакта из Градске куће Лос Анђелеса. Током наредних година наставио је са истраживањем приче али никада није осећао да је спреман да је обради. Након што је неколико година писао на телевизији и са којим се знало да је тешко радити, вратио се истраживању и коначно започео писање приче 2006. године. Скоро сав сценарио филма потиче из хиљаде страница документације. Његов први нацрт постао је сценарио за снимање и уједно постао његов први филмски сценарио који је снимљен. Рон Хауард је планирао да режира филм, али су се због сукоба у распореду догодиле промене, па га је заменио Иствуд. Хауард и његов партнер из продукцијске куће Imagine Entertainment, Брајан Грејзер, продуцирали су филм Замена уз Роберта Лоренца из Malpaso Productions и Иствуда. Филм је финансирала и дистрибуирала компанија Universal Pictures.
Неколико глумаца је кампањом покушало да добије главну улогу али је на крају Иствуд одлучио да лице Жолијеве најбоље одговара периоду из 1920-их. У филму такође играју Џефри Донован, Џејсон Батлер Харнер, Џон Малкович, Мајкл Кели и Ејми Рајан. Док су неки ликови комбиновани, већина је заснована на стварним људима. Главно снимање је започето 15. октобра 2007. године и завршено је неколико недеља касније у децембру у Лос Анђелесу и другим локацијама у јужном делу Калифорније. Глумци и екипа су приметили да је Иствудов тихи приступ режији резултирао мирним сетом и кратким радним данима. У постпродукцији су сцена додаване са компјутерски генерисаним небеским линијама, позадинама, возилима и људима.
Филм Замена је премијерно приказан на 61. Канском филмском фестивалу 20. маја 2008. године, уз похвале критичара. Додатна приказивања на фестивалима претходила су ограниченом приказивању у Сједињеним Америчким Државама 24. октобра 2008. године, након чега је уследило опште приказивање у Северној Америци 31. октобра 2008; у Великој Британији 26. новембра 2008; и у Аустралији 5. фебруара 2009. Критичке реакције су биле више мешовите него у Кану. Док су глума и прича били генерално похваљени, филмова "конвенционална сцена" и "недостатак нијанси" били су критиковани. Замена је зарадио 113 милиона долара на благајнама широм света, од чега је 35,7 милиона долара приходовано из Сједињених Америчких Држава и Канаде.
Замена је Анџелини Жоли донео бројне номинације за награде, укључујући Оскар за најбољу глумицу, БАФТУ награду за најбољу глумицу у главној улози, Награду критичара за најбољу глумицу, Златни глобус за најбољу глумицу у драмском филму и награду Гилд за изузетну глуму жене у главној улози.

## Радња
Године 1928. у Лос Анђелесу, самохрана мајка Кристин Колинс се враћа кући и открива да њен деветогодишњи син, Валтера, нестао. Отац Густав Бриеглеб јавности представља Кристинину трагедију и оштро напада полицију Лос Анђелеса због некомпетентности, корупције и вансудског кажњавања које спроводи њихов „Оружачки одред“, који предводи начелник Џејмс Е. Дејвис. Неколико месеци касније, полиција обавештава Кристину да је Валтера пронађен жив и организује поновно окупљање пред новинарима. Дечак тврди да је Валтера, али Кристина зна да то није њен син. Капетан Џ. Џ. Џоунс, шеф полицијског Одељења за малолетнике, инсистира да је то он и притиска Кристину да га доведе кући „на пробни период”.
Кристина открива да је дечак, за разлику од Валтера, обрезан и има неколико центиметара мање од последњег мерења. Џоунс је замолио лекара да јој каже да је траума скупила његову кичму, и да је тај који је узео Валтера извршио обрезивање. Чланак у новинама наговештава да је Кристина неспособна мајка, а Бриеглеб тврди да је овај чланак подметнула полиција како би је дискредитовала. Учитељ и стоматолог Валтера потписују изјаву која тврде да дечак није Валтера. Када Кристина исприча своју причу новинарима, Џоунс је шаље у психијатријску болницу округа Лос Анђелес. Затвореница Керол каже Кристин да је она једна од неколико жена које су тамо послате због оспоравања полицијских овлашћења. Др Стил поставља дијагнозу Кристин као делузију, тера је да узима лекове и каже да ће је пустити само ако потпише признање да је погрешила у вези са Волтеровим идентитетом..
Детектив Лестер Ибарра путује на ранч Вајнвил да депортује 15-годишњег Санфорда Кларка у Канаду. Кларков ујак, Гордон Стјуарт Норткот, је побегао. Кларк говори Ибарри да га је Норткот присилио да му помаже у отмици и убиству 20 деце. Он идентификује Валтера као једног од њих и ископава делове тела. Бриеглеб обезбеђује Кристинин ослобађање уз чланак у новинама који наводи да је Валтера могућа жртва убистава у Вајнивилу. Лажни Валтера (Артур Хатчинс) открива да су му полицајци рекли да лаже и тврди да је Кристинин син. Полиција хвата Норткота у Ванкуверу, Канада. Познати адвокат Сами "С.С." Хан преузима Кристинин случај без накнаде и обезбеђује ослобађање других жена које је полиција желела да ућутка.
Кристина, Хан и Бриеглеб долазе у Градску кућу Лос Анђелеса на саслушање градског већа, где се окупљају протести. Веће одлучује да се Џоунс и Дејвис уклоне са дужности и да вансудски затвори које спроводи полиција морају да престану. Норткотова порота га осуђује за убиства и осуђује га на смрт вешањем.
Године 1930, Норткот шаље Кристини поруку да ако га посети, признаће да је убио Валтера. Када га посети, Норткот одбија да јој открије истину. Следећег дана бива погубљен.
Године 1935, Давид Клеј, који је сматран једним од убијених, пронађен је жив. Он открива да је био затворен са Валтера и да му је Валтера помогао да побегне. Они су се раздвојили и Давид не зна да ли је Валтера поново ухапшен, али Кристина добија наду да би он могао бити жив.
Текст на крају филма наводи да је капетан Џоунс суспендован, начелник Дејвис скинут са дужности, а градоначелник Џорџ Крајер се није кандидовао за поновни избор; да је у Калифорнији постало незаконито хоспитализовати људе у психијатријским установама само на основу речи власти; да је отац Бриеглеб наставио да користи своју радио емисију како би разоткрио полицијску злоупотребу и политичку корупцију; да је Вајнивил променио име у Мира Лома како би побегао од стигме убистава; и да Кристина Колинс никада није престала да тражи свог сина.

## Улоге
- Анџелина Жоли као Кристин Колинс
- Џон Малкович као рев. Густав Бриглеб
- Џефри Донован као капетан Џ. Џ. Џоунс
- Мајкл Кели као детектив Лестер Ибара
- Колм Феор као начелник Џејмс Е. Дејвис
- Џејсон Батлер Харнер као Гордон Стјуарт Норткот
- Еди Олдерсон као Сандфорд Весли Кларк
- Венди Вортингтонов као медицинска сестра на пријему
- Рики Линдхајм као сестра за испитивање
- Хоуп Шапиро као сестра за лекове
- Ајми Рајан као Керол Декстер
- Џеф Пирсон као Семи "С.С." Хан
- Денис О'Хеар као др. Џонатан Стиљ
- Френк Вуд као Бен Харис
- Питер Герети као др. Ерл В. Тар
- Рид Бирни као градоначелник Џорџ Е. Крајер
- Гатлин Грифит као Волтер Колинс
- Дејл Дики као пацијент
- Џим Кантафио као стражар на пулту
- Девон Гирхарт као Винслоу Бој

## Историјска позадина
Године 1926. години, 19-годишњи Гордон Стјуарт Норта одводи 13-годишњег Санфорда Кларка из свог дома у Сакскечевану (са дозволом његове мајке и  отац) на ранч у Вајнвилу, у Калифорнији. Тамо је редовно физички и сексуално злостављан све до августа 1928. године, када су полицајци притворили Кларка по пријави његове сестре Џеси. Кларк је открио да је био приморан да помаже Гордону и његовој мајци, Сари Луиз, у убијању четири млада дечака након што је Гордон отео и злостављао. Полиција није пронашла тела на ранчу, а Кларк је рекао да су однета у пустињу. Међутим, Кларк је полицији рекао где су тела била првобитно сахрањена на имању Гордона. Кларк је показао почетну локацију покопа, а полиција је открила делове тела, крвљу обојене секире и личне ствари које су припадале несталој деци. Нортаови су побегли у Канаду, али су ухапшени и изручени Сједињеним Америчким Државама. Сара Луиз је првобитно признала убиство Волтера Колинса, али је касније повукла своју изјаву која је одбијена од стране судије. Гордон, који је признао убиство четири дечака, учинио је исто.
Кристин Колинс, мајка Волтера Колинса, је смештена у болницу округа Лос Анђелес по налогу капетана Џонса. Након њеног пуштања, тужила је полицијску станицу два пута, добивши други спор. Иако је капетан Џонс био обавезан да плати Кристини 10.800 долара, никада то није урадио. Градско веће на састанку за социјалну заштиту препоручило је да Џонс и шеф полиције Џејмс Е. Дејвис напусте своје положаје, али су обојица касније враћени. Калифорнијска државна скупштина касније је учинила незаконитим за полицију да некога смешта у психијатријску установу без одговарајућег налога. Гордон Стјуарт Норта је осуђен за убиство Луиса Винслоа (12), Нелсона Винслоа (10) и неидентификованог мексичког дечака. Након осуде, он је наводно признао и до 20 убистава, иако је касније одбацио ту тврдњу. Гордон је погубљен вешањем 1930. године у својој 23. години живота. Сара Луиз је осуђена за убиство Волтера Колинса и осуђена на доживотну робију, али је помилована након 12 година затвора. Године 1930, становници Вајнвила су променили име града у Мира Лома како би побегли од озлоглашености коју је случај донео.

## Продукција

### Развој
Неколико година пре писања сценарија за филм Замена, телевизијски сценариста и бивши новинар Џ. Мајкл Стражински добио је позив од извора у градској кући Лос Анђелеса. Извор му је рекао да званичници планирају да униште бројне архивске документе, међу којима је и „нешто што би Стражински требало да види“. Извор је пронашао транскрипт саслушања градског већа о случају Колинсове и последицама нестанка њеног сина. Стражински је постао фасциниран овим случајем те је спровео истраживање и написао сценарио под називом The Strange Case of Christine Collins. Неколико продукцијских студија и независних продуцената показало је заинтересованост за сценарио, али он никада није пронашао купца. Стражински је осећао да нема довољно времена да се посвети прилагођавању приче и вратио се пројекту тек након отказивања његове ТВ серије Jeremiah 2004. године.
Након 20 година рада као сценариста и продуцент за телевизију, Стражински је осетио потребу за одмор од тог медија, па је годину дана посветио истраживању случаја Колинсове преко архивираних криминалистичких, судских, градских и обдукционих записа. Навео је да је прикупио око 6.000 страница документације о Кристин и Вајнвилским убиствима, пре него што је стекао довољно знања да „схвати како да исприча причу“. Прву верзију новог сценарија написао је за 11 дана. Стражинскијев агент је сценарио проследио продуценту Џиму Витакеру, који га је затим проследио Рону Хауарду., Хауард је одмах откупио права за филм.
У јуну 2006. године, Universal Studios и Хауардова продукцијска кућа Imagine Entertainment купили су сценарио, са планом да Хауард режира филм. Пројекат је био на ужем списку Хауардових приоритета након комерцијалног успеха филма Да Винчијев код. У марту 2007. године, Universal је убрзао продукцију. Међутим, када је Хауард одабрао Frost/Nixon и Анђели и демони као своје наредне режије, постало је јасно да неће моћи да режира Замену до 2009. године. Након што се Хауард повукао, изгледало је да филм неће бити снимљен, упркос великом интересовању за сценарио у индустрији.
Хауард и његов партнер из Imagine-а, Брајан Грејзер, почели су да траже новог редитеља за пројекат. Филм су представили Клинту Иствуду у фебруару 2007. године, а он је, одмах након читања сценарија, прихватио да режира. Ово је био први Иствудов пројекат за Universal Pictures након филма Казна на планини Ајгер из 1975. године. Након те продукције, Иствуд је прешао у Warner Bros., где је радио (са неколико изузетака) од 1976. године. Иствуд је навео да су његова сећања на одрастање током Велике депресије утицала на то да се посебно посвети пројектима који се баве тим периодом. Такође је навео да га је у сценарију привукло фокусирање на причу Кристин Колинс, а не на злочине Гордона Норткота, као важан фактор у његовој одлуци да режира овај филм.

### Писање
Стражински је процес „седања и истраживања приче“ доживео као повратак својим новинарским коренима. Такође је искористио своје искуство у писању криминалистичке драме за процедуралне елементе радње. Стражински је рекао да је прикупио толико информација о случају да је било тешко одредити како испричати причу. Да би дозволио причи да се развија својим током, привремено је одложио пројекат како би заборавио мање битне елементе и усредсредио се на делове које је желео да исприча. Описао је своју структуру приче као две преклапајуће троугласте форме: „Први троугао, са врхом нагоре, представља причу Кристин Колинс. Почињете са њом, а њена прича постаје све шира и шира, са утицајем из свих праваца. Преклапање тога је троугао окренут наопако, чија је база на врху, а то је панорама Лос Анђелеса у то време—1928. године. И тај троугао постаје све ужи и ужи ка дну, усредсређујући се на њу.“ Када је Стражински видео ову структуру, осетио је да може написати причу. Одлучио је да избегне фокусирање на зверства Вајнвилских убистава у корист приповедања из перспективе Кристин Колинс. Стражински је рекао да је она била једина особа у причи без скривених мотива и да су њена упорност, као и наслеђе које је случај оставио у правном систему Калифорније, били фактори који су га привукли пројекту. Нагласио је: „Моја намера је била врло једноставна: да одам почаст ономе што је Кристин Колинс урадила.“

"Прича је толико бизарна да вам је потребно нешто што ће вас подсетити да ово не измишљам. Зато ми је било важно да убацим те исечке, јер дођете до дела приче где помислите: „Ма дај, мора да је скренуо с пута са овим.“ Окренете страницу и заиста постоји чланак који то потврђује, због чега сам, када је реч о писању сценарија, [држао се] врло близу чињеница. Прича је већ довољно необична сама по себи."

—Сценариста Џ. Мајкл Стразински убацио је новинске исечке у физичке копије сценарија како би подсетио људе да је у питању истинита прича.
Са Колинс као инспирацијом, Стражински је изјавио да је осећао снажну жељу „да све буде тачно“; приступио је пројекту више као „чланку за биоскоп“ него као обичном филму. Задржао се блиско уз историјске записе јер је веровао да је прича сама по себи довољно бизарна и да би додавање превише фиктивних елемената могло довести у питање њен интегритет. Стражински је тврдио да 95% садржаја сценарија потиче из историјских извора; рекао је да су постојала само два тренутка у којима је морао „да закључи шта се догодило“ због недостатка података у записима. Један од тих тренутака је био низ сцена у психопатском одељењу, за које је постојало само ограничено сведочење након догађаја. Стражински је у почетку написао краћи приказ затварања Колинс. Његов агент је предложио да тај део треба развити, па је Стражински екстраполирао догађаје на основу уобичајене праксе у таквим установама тог времена. У овој фази је створио сложени лик Керол Декстер, која је требало да симболизује жене тог доба које су неправедно затваране. Стражински је навео да му је академско образовање, укључујући студије психологије и социологије, помогло у писању сцена, посебно оне у којој Стил изобличује речи Колинс како би је представио као заблудну. Стражински је настојао да дијалог учини аутентичним, избегавајући архаичан тон. Искористио је своје искуство замишљања ванземаљских психа из рада на серији Вавилон 5 као вежбу за постављање у културни контекст 1920-их.
У сценарију је описао одређене визуелне елементе, као у сцени исповести Санфорда Кларка. У тој сцени, Кларкова флешбек визија падајуће секире супротстављена је сликама пепела који пада са цигарете детектива Ибаре. Сцена је имала две сврхе: била је естетска корелација између секире и цигарете, и сугерисала је да је Ибара био толико шокиран Кларковим признањем да се није померио, па чак ни пушио у 10 минута колико је трајао исказ. Као и код већини случаја, Иствуд је снимио сцену како је написана. Како би осигурао аутентичност приче, Стражински је у дијалог укључио цитате из историјских записа, укључујући судска сведочења. Такође је укључио фотокопије исечака из вести на сваких 15–20 страница у сценарио како би подсетио људе да је прича била истинита. Ради прецизности, чак је прегледао сценарио са правним тимом компаније Universal, обезбеђујући извор за сваку сцену. Једина истраживачка грешка коју је признао била је референца на игру Скрабл, која је претходила њеном појављивању на тржишту; те је ту референцу заменио укрштеном реченицом. Сценарио за снимање није много мењан од оригиналног првог нацрта. Иако је Стражински написао још два нацрта за Хауарда, Иствуд је инсистирао да се први нацрт сними јер је сматрао да има најјаснији глас од сва три. Стражински је рекао: „Клинт је смешан — ако му се свиђа, урадиће то, и ту је крај расправе. Када сам се састао с њим да га питам: 'Да ли желиш неке измене, да ли желиш да се нешто избаци, дода или одузме, шта год', он је рекао: 'Не. Нацрт је у реду. Снимимо тај нацрт.'“
Међу изменама у односу на историјски запис, Стражински је изоставио мајку Норткота, која је учествовала у убиствима, као и чињеницу да је Норткот сексуално злостављао своје жртве. Такође је приказао Норткотово суђење као да се одвијало у Лос Анђелесу, иако је заправо било у Риверсајду. Наслов је изведен из фолклора западне Европе и односи се на створење, „подметнуто дете“, које вилењаци остављају уместо људског детета. Због асоцијације речи са натприродним, Стражински је првобитно намеравао да је користи као привремени наслов, верујући да ће касније моћи да га промени.

### Избор глумаца
Филмски ствараоци задржали су имена стварних протагониста, док су неки споредни ликови представљали комбинацију особа и типова људи из тог периода. Анџелина Жоли тумачи Кристин Колинс; за ту улогу се пријавило пет глумица, укључујући Рис Витерспун и Хилари Свонк. Хауард и Грејзер су предложили Жоли, а Иствуд се сложио, верујући да се њен изглед уклапа у атмосферу тог доба. Анџелина се придружила продукцији у марту 2007. Првобитно је била невољна да прихвати улогу јер је, као мајци, тема била емотивно тешка. На крају ју је уверило Иствудово учешће и сценарио који је Колинсову представио као некога ко је превладао недаће и имао снагу да се бори против околности.
Анџелина је описала тумачење улоге Колинсове као веома емотивно. Најтежи део за њу био је повезивање са ликом, јер је Колинс била релативно пасивна. Анџелина је своју интерпретацију базирала на својој мајци, која је преминула 2007. године. За сцене у телефонској централи, научила је да ролер-скејтује у високим потпетицама, што је била уобичајена пракса тог периода.
Џефри Донован игра капетана Џеј Џеј Џонса, који је Донована фасцинирао због моћи коју је имао у граду. Лик изговара стварне јавне изјаве Џонса из тог периода, укључујући сцену у којој наређује да Колинс буде смештена у психијатријску установу. Одлука да Џонса игра са благим ирским нагласком била је Донованова.
Џон Малкович тумачи свештеника Густава Бриглеба. Иствуд је изабрао Малковича против његове типичне улоге како би лик добио "другачију димензију". Џејсон Батлер Харнер игра Гордона Стјуарта Норткота, кога је описао као "ужасну, ужасну, али дивну особу". Рекао је да Норткот верује да дели повезаност са Колинсовом због тога што су обоје били у центру пажње медија: „У његовим очима, они су сродне душе.“ Харнер је добио улогу након само једне снимљене аудиције. Директорка кастинга Елен Ченовет објаснила је да је Иствуд изабрао Харнера уместо познатијих глумаца који су желели ту улогу јер је Харнер показао „више дубине и разноврсности“ и успео да пренесе „благу лудост“ без подсећања на Чарлса Менсона. Иствуд је био изненађен сличношћу између Норткота и Харнера, рекавши да су изгледали „веома слично“ када је Харнер био нашминкан.
Као што је Харнер урадио за улогу Норткота, Ејми Рајан је за улогу Керол Декстер послала аудицију снимљену на траци. Она је изјавила да је снимање сцене борбе, током које ју је Иствуд учио како да изведе "филмски ударац", био њен омиљени тренутак током продукције. Мајкл Кели тумачи детектива Лестера Ибару, који представља комбинацију више особа из историјских записа. Мајкл Кели тумачи детектива Лестера Ибару, који је сложен лик заснован на више личности из историјских записа. Кели је изабран на основу снимљене аудиције, а успео је да усклади свој распоред са снимањем телевизијске серије Generation Kill, која се у то време снимала у Африци.
Џеф Пирсон глуми Самија Хана, адвоката одбране познатог по преузимању случајева високог профила. Он заступа Колинсову и тиме поставља темеље за укидање интернација по „Коду 12“, који је полиција користила за затварање или смештање оних који су сматрани проблематичнима или непожељнима. Код 12 је често био коришћен за смештање жена без одговарајућег правног поступка. Колм Фиоре тумачи шефа полиције Џејмса Е. Дејвиса, чија је биографија измењена у односу на историјску верзију. Рид Бирни игра градоначелника Џорџа Е. Крајера; Денис О’Хер тумачи сложени лик доктора Џонатана Стила; Гатлин Грифит глуми Волтера Колинса, а Девон Конти његовог заменика, Артура Хачинса. Еди Олдерсон тумачи Норткотовог нећака и саучесника, Сенфорда Кларка.

### Снимање

#### Локације и дизајн
Џејмс Џ. Мураками је надгледао продукцијски дизајн. Током истраживања локација откривено је да су многе старе зграде у Лос Анђелесу срушене, укључујући читаво насеље где је Кристин Колинс живела. Уместо тога, предграђа Сан Димаса, Сан Бернардина и Пасадене су послужила као замена за Лос Анђелес из 1920-их. Дистрикт "Old Town" у Сан Димасу је коришћен као локација за кварт Колинсове и суседне области. Мураками је рекао да је "Old Town" одабран јер се веома мало тога променило од 1920-их. Служио је за снимање ентеријера и екстеријера, а тим је украсио област суптилном палетом боја како би дочарао осећај удобности. За неке екстеријерне снимке, тим је реновирао напуштене некретнине у деловима Лос Анђелеса који су још увек имали архитектуру из 1920-их. На трећем спрату хотела Парк Плаза у Лос Анђелесу изграђен је реплика већа Градског савета из тог периода.
Железничка станица Санта Фе из 1918. године у Сан Бернардину је коришћена као место сусрета Кристин Колинс и "Волтера". Сцене које се одвијају у затвору Сан Квентин снимане су у његовој околини. Мала фарма на периферији Ланкастера у Калифорнији представљала је фарму пилића у Вајнвилу. Цео ранч је реконструисан на основу архивских новинских фотографија и посета оригиналном имању како би се ухватио топографски распоред. Стив Лех, председник Историјског друштва Риверсајда, ангажован је као консултант и пратио је екипу током посета.
Продукција је набавила око 150 винтиџ аутомобила из периода од 1918. до 1928. године од колекционара широм јужне Калифорније. Нека од возила била су превише добро очувана, па их је тим модификовао како би изгледала као да су у свакодневној употреби. Возила су прскана прашином и водом, а неки аутомобили су добили премаз који симулира рђу и огреботине. Тим за визуелне ефекте је дигитално измењивао снимке Градске куће у Лос Анђелесу—чија је изградња завршена 1928. године—како би уклонио временске оштећења и новије архитектонске елементе у окружењу. Костимографкиња Дебора Хопер је истраживала старе каталоге робне куће Sears, старе бројеве часописа Life и средњошколске годишњаке како би осигурала историјску аутентичност костима. Она је пронашла одећу из 1920-их за до 1.000 људи, што је био изазов због слабе издржљивости тканина из тог периода. За полицајце су пронађена оштра одела од вуне. Женски стил је укључивао хаљине са спуштеним струком, шешире типа "клоше", капуте са крзненим оковратницима и плетене рукавице. Анђелина Жоли је изјавила да су костими њеног лика формирали интегрални део њеног приступа улози. Хопер је консултовала историчаре и проучавала архивске снимке Колинсове како би репликовала њен изглед. Анџелина је носила строге сиве и смеђе костиме, плетене рукавице, вунене сукње, памучне блузе, ципеле типа "Мери Џејн" и Арт Деко накит. У сценама из 1930-их на крају филма, костими Анџелинајеве постају више женствени, са украсним шавовима око струка који су били популарни у том периоду.

#### Снимање филма
Снимање филма почела је 15. октобра 2007. године и завршено је два дана пре рока од 45 дана, 14. децембра 2007. године. Universal Pictures је обезбедио буџет од 55 милиона долара. Ово је био први филм који је Иствуд снимио за студио који није Warner Bros. још од филма Апсолутна моћ (1997). Снимање је углавном одржано на универзалном студијском комплексу у Лос Анђелесу. Улице New York Street и Tenement Street на комплексу приказивале су центар Лос Анђелеса. Улица Tenement Street такође је коришћена као спољашњост стана сестре Норткота у Ванкуверу, док су визуелним ефектима додали град у позадину. Продукција је користила и комплекс Warner Bros. у Бурбанку, Калифорнија.
Иствуд је имао јасна сећања на Лос Анђелес  из 1930-их, на периода свог детињства, и покушао је да у филму дочара неколико детаља: градску већницу, која је тада била једна од највиших зграда у граду; центар града, који је био један од најпрометнијих на свету; и „савршено функционалну“ железницу Pacific Electric Railway, чији су препознатљиви црвени трамваји приказани у две сцене. За ове сцене коришћена су два функционална реплике трамваја, док су визуелни ефекти коришћени за трамваје у позадини.

„Једног дана смо снимали сцену у којој [Колинсова и Бриглеб] причају о њеном случају... Почели смо да снимамо у 9:30 ујутро и било је седам или осам страница, што је обично 18-часовни дан. Око 2:30, [Иствуд] каже, 'That's lunch and that's a wrap.' ... Снимио сам близу 100 филмова и то је свакако фраза коју никад у животу нисам чуо.”

—Џон Малкович говори о Иствудовом чувеном економичном стилу режије, који се проширио и на сценографију филма Замена.
Иствуд је познат по економичном снимању филмова. Његов редовни оператер камере, Стив Кампанели, указао је на брз темпо којим Иствуд снима и на његову интимну, готово безречну режију, што је било приметно и током снимања филма Замена. Иствуд је ограничавао пробе и дублирања снимака како би постигао аутентичније изведбе. Говорећи о свом искуству са снимања, Анџелина је изјавила: „Морате се спремити и бити потпуно припремљени јер он не одуговлачи ... Очекује да људи дођу спремни и да се посвете свом послу.“ Кампанели је понекад морао да објасни Анџелини шта Иствуд жели од сцене, јер је он говорио сувише тихо. Да би одређене сцене биле уверљивије, Иствуд је понекад тражио од Анџелина да их одигра тихо, као да су намењене само њему. Истовремено би затражио од оператера камере да почне да снима дискретно, без да Анџелина примети.
Глумац Џон Малкович је описао Иствудову режију као „редефинисање економичности“, наводећи да је Иствуд тих и да не користи изразе „акција“ и „рез“. Рекао је: „Неки режисери, попут Клинта Иствуда или Вудија Алена, не воле да их муче милионим питањима. Они вас ангажују јер верују да знате шта треба да радите, и да то треба да урадите ... И то ми савршено одговара.“ Рајан је такође истакла мирну атмосферу на сету, приметивши да су јој искуства рада са редитељем Сиднијем Луметом на 100 Centre Street и Док ђаво не сазна да си мртав била корисна због његове сличне склоности снимању са мало дублова.
Џефри Донован је изјавио да му је Иствуд ретко давао упутства осим „само настави“, и да није коментарисао ни његову одлуку да лик Џонса игра са благим ирским акцентом: „Глумци су несигурни и желе похвале, али он није ту да вас хвали или да вам подиже самопоуздање ... Он је ту само да исприча причу и ангажује глумце да ту причу испричају.“ Електричар Рос Данкерли изјавио је да је често радио на сцени без претходног присуства на проби: „Вероватно ћемо причати о томе минут-два, а онда одмах приступамо извршавању.“
Првобитно монтирани филм трајао је скоро три сата; да би био скраћен на 141 минуту. Иствуд је избацио материјал из првог дела филма како би што пре стигао до Колинсове приче. Да би побољшао темпо, уклонио је и сцене које су се фокусирале на Реверанда Бриглеба. Намерно је оставио крај филма отвореним како би одразио неизвесну судбину неколико ликова из историје. Иствуд је изјавио да, иако неке приче теже да се заврше на крају филма, он више воли да остави отворен крај.

#### Кинематографија
Филм Замена био је шести пројекат директора фотографије Тома Стерна са Иствудом. Иако је палета боја пригушена, филм је шаренији у односу на неке претходне сарадње Стерна и Иствуда. Стерн је користио велику књигу фотографија из тог периода као референцу. Покушао је да дочара стил Конрада Хола из филма Сјај и беда Холивуда, смештеног у време Велике кризе, као и да постигне оно што је назвао „чистоћом“ изгледа филма Мистична река. Стерн је рекао да је изазов био учинити Замена што једноставнијим за снимање. Да би ставио нагласак на изведбу Анџелине Жоли, избегавао је употребу попуњавајућег осветљења.
Иствуд није желео да флешбекови на фарму Норткота превише подсећају на хорор филм. Рекао је да је фокус тих сцена био на ефектима злочина на Сенфорда Кларка, па је избегавао графичке приказе у корист сенки које су прекривале убиства.
Стерн је снимао филм Замена у анаморфном формату на 35мм филму користећи филмску траку Kodak Vision 500T 5279. Филм је сниман Панавизијиним камерама и C-серијом објектива. Због великог броја сетова, расветни системи били су обимнији него на другим Иствудовим продукцијама. Екипа је направила више плафона од плочица од избељеног муслина. Стерн је осветљавао плочице одозго како би произвео меко, топло осветљење које је требало да дочара период кроз тонове блиске антиквитетима и сепији. Плочице су биле одвојене ватроотпорном тканином Дуватин да би се спречило преливање светлости на суседне области. Кључно осветљење је генерално било мекше како би се ускладило са топлим тоновима које су давала горња светла. Стерн је користио јаче „скајпан” лампе, интензивније од уобичајеног кључног осветљења, како би смањио контрасте приликом снимања кишних сцена током дана, јер је један извор светла имао тенденцију да производи оштрије сенке.
Сцене снимљене у хотелу Парк Плаза осветљаване су помоћу пригушивих HMI и волфрамових лампи постављених унутар балон-светала. Овај систем омогућио је Стерну да „подеси” боју коју је желео, јер је мешавина тонова из волфрамових светала, дрвених зидова и природне дневне светлости отежавала осветљење сцена искључиво HMI или дневним светлом. Стерн је рекао да временски период није значајно утицао на његове изборе у осветљењу јер је изглед углавном постигнут продукцијским дизајном и током дигиталне интермедије (DI), постпродукцијског процеса дигиталне манипулације боје и светлости.
Техниколор Digital Intermediates је спровео DI процес. Стерн је надгледао већину посла преко референтних слика које је слао е-поштом јер је у том периоду био у Русији снимајући други филм. Међутим, био је присутан у лабораторији током финалне примене завршних детаља.

### Визуелни ефекти

#### Преглед
Већину визуелних ефеката креирали су CIS Vancouver и Pac Title, под општим надзором Мајкла Овенса. Рад CIS-а предводио је Џеф Хенкок, а Pac Title-а Марк Фројнд. Сваки студио је креирао око 90 снимака. Pac Title се углавном фокусирао на 2D слике, док је VICON House of Moves обављао снимање покрета. Ефекти су углавном обухватали периферне додатке: архитектуру, возила, гужве и намештај. CIS је користио 3D софтвер Maya за анимацију сцена града, које су затим рендероване у mental ray. Мат слике су генерисане у Softimage XSI и Maya, док је Digital Fusion коришћен за неке 2D снимке. Рад тима почео је истраживањем Лос Анђелеса из 1928. године; референцирали су историјске фотографије и податке о густини популације у урбаном језгру. CIS је морао да креира углавном нове компјутерске моделе, текстуре и снимање покрета, јер је њихов постојећи каталог ефеката претежно садржавао елементе модерне ере. Екипа је додавала екстеријере са небодерима и детаљним позадинама. Урадили су продужење сетова дигитално и коришћењем мат слика. Градске блокове су креирали користећи заједничке елементе архитектуре тог периода, који су могли бити комбиновани, реаранжирани и рестаковани како би зграде имале различите ширине и висине. На тај начин, град је изгледао разноврсно уз минималну варијацију текстура. CIS је референцирао винтаге ваздушне фотографије центра Лос Анђелеса како би снимаци боље одражавали географију града. Хенкок је сматрао да је важно одржати конзистентност која би публици омогућила да разуме и урони у окружење.
Да би се одржао брз темпо снимања који је Иствуд захтевао, Овенс је углавном избегавао коришћење технологије плавог екрана, јер је процес временски захтеван и тежак за осветљење. Уместо тога, користио је ротоскопирање, процес којим се ефекти цртају директно на снимке уживо. Ротоскопирање је скупље од плавог екрана, али се показало поузданим за Иствуда током снимања филма Заставе наших очева (2006), јер је тиме избегнуто снимање са плавим екраном на планинском врху. Овенс је сматрао да је осветљење боље, а ротоскопирање „брже, лакше и природније”. Плави екран је коришћен само на неколико места, као што су крајеви улица на сету, где не би утицао на осветљење. Универсалов сет на отвореном коришћен је за многе филмове, па је Овенс сматрао важним да прикрије познату архитектуру кад год је то могуће. Због тога су неке зграде у првом и средњем плану замењене. Један од његових омиљених кадрова је сцена у којој Колинсова излази из таксија испред полицијске станице. Сцена је скоро у потпуности снимљена пред плавим екраном; само Анџелина, тротоар, такси и један статиста били су стварни. Завршени кадар укључује комплетан спектар техника визуелних ефеката коришћених у филму: дигиталне статисте у првом плану, продужење сета и компјутерски генерисана возила.

#### Дигитални статисти
За сцене са гужвом, CIS је допунио статисте из живе акције дигиталним пешацима креираним помоћу снимања покрета. House of Moves је забележио покрете пет мушкараца и четири жене током дводневног снимања под надзором Хенкока. Извођачи снимања покрета били су подучени да праве „мале, формалне и префињене” покрете који су, према речима Овенса, одражавали понашање јавности тог доба. CIS је комбиновао податке о покретима са софтверским пакетом Massive како би генерисао интеракције дигиталних пешака. Коришћење Massive-а представљало је изазов када је било потребно комбиновати дигиталне пешаке са статистима из живе акције који су се кретали из предњег плана у дигиталну гужву. Massive је добро функционисао до ове фазе, када је тим за ефекте морао да помера дигиталне пешаке како би избегли избацивање статиста из живе акције из кадра. Да би се омогућили крупни кадрови појединачних Massive статиста, тим за ефекте је посветио пажњу њиховим лицима и карактеристикама хода. Хенкок је објаснио: "Желели смо да можемо да приближимо Massive директно камери и видимо колико добро изгледа. У неколико снимака, ликови су можда удаљени 12 метара од камере, отприлике 1/5 висине екрана. Што је екран већи, лик је већи. Могао је бити висок три метра, па је све, чак и његова коса, морало изгледати добро!" Обично се снима ограничен број покрета, а Massive се користи за стварање разноликости, као што су висина и брзина хода. Пошто су дигитални статисти морали бити блиски првом плану, и како би се правилно интегрисали са статистима из живе акције, House of Moves је забележио дупло више података о покретима него што је CIS користио у било ком другом пројекту. CIS је креирао девет различитих дигиталних ликова. Да би се избегле неусаглашености које настају приликом креирања дигиталних ликова различитих пропорција од извођача снимања покрета, CIS је послао девет скелетних структура House of Moves-у пре почетка рада. Ово је омогућило House of Moves-у довољно времена да прилагоди структуре својим извођачима, што је резултирало подацима о покретима који су захтевали веома мало уређивања у Massive-у. CIS је написао шедере за њихову одећу; мапе померања у ваздушном шедеру повезане су са снимањем покрета како би се анимирали набори на панталонама и јакнама.

#### Завршна секвенца
Избегавајући затварање које су преферирали савременици, последња секвенца филма Замена одражава Колинсову наду да је Волтер жив. Сцена траје два и по минута и приказује Колинсову како одлази и губи се у гужви. Ова секвенца представља спектар ефеката који се користе током читавог филма; сам Лос Анђелес је приказан као један од главних ликова, оживљен суптилним периферним детаљима који омогућавају гледаоцу да се фокусира на причу и емоционалне аспекте. Гужва и ужурбаност у сцени били су неопходни да би се пренело да је центар Лос Анђелеса 1935. био препун градски простор. У завршном кадру, камера се нагиба нагоре откривајући километре градских блокова, пешаке на улицама, аутомобиле који пролазе и трамваје који се крећу својим шинама.
Верзија филма приказана у Кану није укључивала ову секвенцу; сцена је бледела у црно док је Колинс одлазила. Нова сцена од 4.000 кадрова била је Овенсова идеја. Он је сматрао да нагли прелазак у црно превише брзо изводи гледаоца из филма, без простора за емоционалну рефлексију. Овенс је изјавио: „На крају филма појављује се текст пре одјавне шпице. Тај текст говори о томе шта се догодило након тога, и мислим да је потребно неколико тренутака да се то свари уз визуелни ефекат који је и даље присутан.” Овенс је предложио Иствуду да филм треба да се заврши као Кинеска четврт (1974), у којем се камера подиже како би обухватила сцену: „Камера се уздиже, а она одлази од нас из веома емотивне, дирљиве сцене на крају, одлази у ту масу људи и саобраћаја. То је истовремено веома надајуће и тужно”.
Овенс није имао времена да заврши сцену пре пројекција у Кану, али је касније користио cineSync како би обавио већину посла од куће. Сцена укључује два блока компјутерски генерисаних зграда које се протежу у даљину као део проширења градског сета. Како Колинсова нестаје у гужви отприлике минут након почетка секвенце, жива акција се постепено спаја са дигиталним радом. Трамваји, шине и електрични каблови били су потпуно компјутерски генерисани. Статисти из живе акције појављују се током првог минута пре него што их мењају дигитални. Сцена је додатно усложњена потребом да се додају статисти Massive-а .
Овенс је конструисао сцену тако што је најпре изградио дигитални предњи план око снимака живе акције. Затим је додао позадину пре него што је испунио сцену возилима и људима.

### Музика
Иствуд је компоновао филмску партитуру под утицајем џеза. Уз звуке гитаре и жичаних инструменте, музика углавном остаје ненаметљива. Увођење дувачких инструмената призива атмосферу филм ноара, чиме се додатно наглашава амбијент града под контролом корумпиране полиције. Тематска музика се развија од клавирне до пуног оркестра, а како се прича одвија, жичани инструменти постају све изражајнији, са све више одржаних тонова и узлазних секвенци. Иствуд у сценама флешбекова дечијих убистава уводи гласове који подсећају на оне из музике хорор филмова.
Музику је оркестрирао и дириговао Лени Нихаус. Објављен је на CD-у у Северној Америци 4. новембра 2008. године под издавачком кућом Varèse Sarabande.

## Теме

### Одузимање моћи женама
Филм Замена почиње отмицом, али углавном избегава да причу прикаже као породичну драму, концентришући се на портрет жене чија је жеља за независношћу виђена као претња друштву у којем доминирају мушкарци. Филм приказује Лос Анђелес двадесетих година XX века као град у којем пресуда мушкараца има предност; а жене се означавају као „хистеричне и непоуздане” ако се усуде да то доведу у питање. Уместо да буде „израз феминистичке свести”, како тврди Дејвид Денби, филм, као и Иствудова Девојка од милион долара, је „израз страхопоштовања према жени која је била снажна и истрајна”. Портрет рањиве жене чије је ментално стање манипулисано од стране власти упоређен је са третманом лика Ингрид Бергман у филму Плинска светлост (1944), која се такође питала да ли је полудела; Иствуд је навео фотографије које приказују Колинсову како се осмехује са дететом за које зна да није њено. Као и многе друге жене тог периода које су сматране поремећујућим, Колинсова је присилно затворена у психијатријску установу. Филм показује како је психијатрија постала алат у политици тог времена, само неколико година након што је женама у Сједињеним Америчким Државама гарантовано право гласа ратификацијом Деветнаестог амандмана. Како жене више нису биле грађани другог реда и почеле да се залажу за своју независност, мушка власт је користила менталне установе у настојању да их лиши моћи. Као и многе друге „неконтролисане” жене, Колинсова је подвргнута медицинском третману осмишљеном да сломи њен дух и натера је на послушност, иако неки од тих третмана, посебно електроконвулзивна терапија приказана у филму, нису постојали у периоду 1928–1930. Филм цитира сведочење психијатра који је лечио Колинсову. Иствуд је рекао да сведочење доказује како су жене биле предрасуђене и да је понашање полиције одражавало начин на који су жене у то време биле посматране. Навео је речи службеника који је послао Кристин у менталну установу: „Нешто није у реду с вама. Ви сте независна жена.” Клинт Иствуд је рекао: „То време то није могло прихватити”.

### Корупција у политичким хијерархијама
Романтичне представе о двадесетим годинама прошлог века као невинијем периоду стављају се у страну у корист приказивања Лос Анђелеса као града под влашћу деспотске политичке инфраструктуре, прожете садистичком и систематском корупцијом у целокупној градској управи, полицијским снагама и медицинским установама. Поред тога што је кафкаеска драма о потрази за несталим дететом, филм се такође бави темама које су релевантне за савремено доба. Иствуд је истакао сличност између корупције у Лос Анђелесу двадесетих година XX века и корупције модерног доба, која се манифестује у егоизму полицијских снага које сматрају да не могу погрешити и начину на који моћне организације оправдавају корупцију. „Полицијски одсек Лос Анђелеса сваких неколико година пролази кроз период корупције,“ рекао је, „то се дешавало чак и у недавној прошлости... па је било занимљиво коментарисати [то] враћајући се на стварне догађаје из 1928.“ Иствуд је рекао да је Лос Анђелес увек био виђен као „гламурозан“, али је веровао да у граду никада није постојало „златно доба“. У филму Замена ова дисонанца се одражава у поступцима Артура Хачинса, који путује у град у нади да ће упознати свог омиљеног глумца. Иствуд је рекао да је, с обзиром на корупцију коју прича обухвата, Хачинсова наивност изгледала „бизарно“. Као лекција из демократског активизма, филм показује шта је потребно да би се људи натерали да проговоре против неконтролисане власти, без обзира на последице. Ричард Броди из Њујоркера рекао је да ово важи за Лос Анђелес из 1928. исто као и за Пољску из 1980. или Пакистан из 2008. Филм директно цитира начелника полиције Џејмса Е. Дејвиса: „Судићемо криминалцима на улицама Лос Анђелеса. Желим да буду доведени мртви, не живи, и укорићу сваког полицајца који покаже и најмању милост према криминалцу“.

### Деца и насиље
Замена се сврстава међу касније филмове Клинта Иствуда у којима су родитељство и потрага за породицом централне теме. Филм буквално представља родитељску борбу у комуницирању са децом. Може се посматрати и као варијација на Иствудову етику „осветничког филма”; у овом случају, „осветнички грмаљ” се трансформише у учтиву жену која само једном испољава излив вулгарности. Иствуд се бавио темама угрожавања деце у филмовима Савршен свет (1993) и Мистична река (2003). Замена је тематски сродник филму Мистична река, који такође приказује заједницу загађену изолованим, насилним чином над дететом, поређење с којим се Иствуд сложио. Рекао је да је приказивање детета у опасности „највиши облик драме који можете имати”, јер су му злочини над децом били најужаснији.
Иствуд је објаснио да злочини против деце представљају крађу живота и невиности. Рекао је: „Када наиђе злочин овако великих размера, почињете да доводите у питање човечанство. Никад ме не престаје изненађивати колико људи могу бити сурови.” Самјуел Блуменфелд из Le Monde-а рекао је да је сцена погубљења Норткота вешањем „неподношљива” због своје пажње према детаљима; сматрао је да је то један од најубедљивијих апела против смртне казне који се може замислити.
Иствуд је приметио да би за присталицу смртне казне Норткот био идеалан кандидат и да би у савршеном свету смртна казна можда била одговарајућа казна за такав злочин. Рекао је да би злочини над децом били на врху његове листе оправдања за смртну казну, али да, без обзира на то да ли је неко за или против смртне казне, варварство јавних егзекуција мора бити препознато. Иствуд је тврдио да, иако извођење кривца пред породице жртава може донети правду, након таквог спектакла породици би било тешко да пронађе мир. Реализам те сцене био је намерно осмишљен: публика чује како Норткотов врат пуца, његово тело се љуља, а стопала трзају. Иствудова намера била је да сцену учини неподношљивом за гледање.

## Објављивање

### Стратегија
Филм Замена премијерно је приказан на 61. Канском филмском фестивалу 20. маја 2008. године. Био је пети филм Клинта Иствуда који је учествовао у такмичарском програму фестивала. Његово учешће није било део првобитног плана издања. Universal executives had been looking forward to the festival without the worry associated with screening a film, until Eastwood made arrangements for Changeling's appearance. Био је задовољан критичким и комерцијалним успехом који је филм Mystic River постигао након приказивања на фестивалу 2003. године и желео је да генерише исти „позитивни одјек“ за Changeling. Филм је још увек био у постпродукцији недељу дана пре почетка фестивала. Приказан је и на 34. Америчком филмском фестивалу у Довилу, који је одржан у периоду од 5. до 14. септембра 2008. године, а своју северноамеричку премијеру имао је 4. октобра 2008. године, као централни део 46. Њујоршког филмског фестивала, у биоскопу Зигфелд.
Продуценти и студио Universal разматрали су могућност да Замена одмах прикажу у широком броју биоскопа како би искористили претпостављену привлачност Анџелине Жоли на благајнама, али су на крају направили план издања по узору на друге Иствудове филмове, нарочито Mystic River. Док је уобичајена стратегија да се филмови познатих режисера истовремено приказују у свим већим градовима Сједињених Америчких Држава ради великог прихода од првог викенда, у стратегији која се у индустрији назива „платформско издање“, Иствудови филмови обично прво имају ограничену премијеру у малом броју биоскопа, а затим се шире након недељу дана. Замена је приказан у 15 биоскопа у девет градова Сједињених Држава 24. октобра 2008. године. Маркетиншка стратегија укључивала је трејлере који су промовисали Иствудово учешће и комерцијалније елементе мистериозног трилера у причи. Universal је надао да ће ограничено приказивање искористити добар одјек „озбиљних љубитеља филмова“, а не публике између 18 и 25 година. Филм је пуштен у дистрибуцију широм Северне Америке 31. октобра 2008. године, приказујући се у 1.850 биоскопа, а затим је приказивање проширено на 1.896 биоскопа у четвртој недељи. Замена је приказан у Уједињеном Краљевству 26. новембра 2008. године, у Ирској 28. новембра 2008. године, а у Аустралији 5. фебруара 2009. године.

### Зарада
Замена је остварио умерен успех на благајнама, зарађујући више на међународном нивоу него у Северној Америци. Укупна светска зарада износила је 113 милиона долара. Током ограниченог издања у Америци, филм је зарадио 502.000 долара, 33.441 долар по биоскопу, током прва два дана приказивања. Анкете након пројекција показале су снажан комерцијални потенцијал међу различитим публиком. Према CinemaScore анкетама спроведеним током првог викенда, публика је филму дала просечну оцену A− на скали од A+ до F. Гледаоци су углавном били старији; 68% је било старије од 30 година, а 61% је чинила женска публика. Оцене „изванредан“ и „дефинитивно препоручен“ биле су изнад просека. Главни разлози за гледање филма били су његова прича (65%), Анџелина Жоли (53%), Клинт Иствуд (43%) и чињеница да је заснован на истинитом догађају (42%).
Филм је зарадио 2,3 милиона долара током првог дана ширег издања, заузевши четврто место на листи викенд зарада са 9,4 милиона долара са просеком од 5.085 долара по биоскопу. Овај повратак надмашио је очекивања студија Universal за викенд. Веза филма са регионом Инланд империја, где су се одиграла убиства у Вајнвилу, генерисала је додатно локално интересовање, што је довело до резултата за 45% бољих од националног просека током првог викенда. Другог викенда ширег приказивања, филм је надмашио очекивања, забележивши пад од само 22% са зарадом од 7,3 милиона долара. До четврте недеље, Замена је пао на пето место на благајнама, са укупно 27,6 милиона долара зараде. У шестој недељи број биоскопа је смањен на 1.010, а филм је испао са националне топ десет листе, иако је остао на деветом месту на локалној листи Инланд региона. Филм је завршио своју биоскопску дистрибуцију у Северној Америци 8. јануара 2009. године, са укупном зарадом од 35,7 милиона долара.
Замена је своју међународну премијеру имао у четири европске земље од 12. до 14. новембра 2008. године, приказујући се у 727 биоскопа са добрим резултатима. Уз подршку позитивних критика, филм је у Италији зарадио 1,6 милиона долара из 299 биоскопа, а у Белгији 209.000 долара са 33 екрана. У Француској је почео спорије, али је у првих пет дана приказивања зарадио 2,8 милиона долара у 417 биоскопа, завршивши викенд на другом месту. Друге недеље у Француској, благајна је пала за само 27%, са укупном зарадом од 5,4 милиона долара. До 23. новембра 2008. године, филм је остварио зараду од 8,6 милиона долара ван Северне Америке.
Током викенда од 28. до 30. новембра, филм је зарадио 4,4 милиона долара у 1.040 биоскопа на међународном нивоу, укључујући проширење у Уједињено Краљевство, где је дебитовао на трећем месту са 1,9 милиона долара у 349 биоскопа. Укупна зарада током првог викенда била је побољшана ранијим отварањем филма како би се избегла конкуренција са филмом Мадагаскар 2: Бег у Африку. Овај резултат био је најбоље отварање за филм под Иствудовом режијом у Уједињеном Краљевству до тог тренутка.
Приказивање филма у осталим европским земљама наставило се током децембра 2008. године. До 8. децембра, филм је приказан у 1.167 биоскопа у девет земаља са укупном међународном зарадом од 19,1 милион долара. Значајна међународна премијера одржана је у Шпанији 19. децембра 2008. године, где је филм дебитовао на првом месту са 2 милиона долара из 326 биоскопа. До јануара 2009. године, филм је премијерно приказан у Немачкој, Јужној Кореји и Русији, са скромним резултатима. До 26. јануара 2009. године, филм је зарадио 47,2 милиона долара на међународном нивоу.
У Аустралији, где је приказан осам недеља, филм је зарадио 3,8 милиона долара из 74 биоскопа. У Јапану је премијерно приказан 20. фебруара 2009. године, заузевши прво место са 2,4 милиона долара у првој недељи, док је након шест недеља достигао зараду од 12,8 милиона долара. Последње значајно приказивање било је у Мексику 27. фебруара 2009. године, где је филм зарадио 1,4 милиона долара. Укупна међународна зарада износила је 77,3 милиона долара.

### Кућни медији
Замена је објављен на Blu-ray диску, DVD-у и путем видео услуге на захтев у Северној Америци 17. фебруара 2009. године, а у Уједињеном Краљевству 30. марта 2009. године. Након прве недеље издања, Замена је заузео четврто место на листи продаје DVD издања са продатих 281.000 јединица, што је донело приход од 4,6 милиона долара. До четврте недеље издања, филм је испао из првих десет, остваривши укупну зараду од 10,1 милион долара. Према тада најновијим подацима, продато је 762.000 јединица, што је донело приход од 12.638.223 долара.
DVD издање садржи два додатка: Partners in Crime: Clint Eastwood and Angelina Jolie и The Common Thread: Angelina Jolie Becomes Christine Collins. Blu-ray издање укључује два додатна садржаја: Archives and Los Angeles: Then and Now.

## Пријем

### Критички осврт
Пројекција филма Замена на Канском фестивалу добила је похвале критичара, што је подстакло спекулације да би могао освојити Златну палму. Награда је ипак припала филму Између зидова. Џ. Мајкл Страчински је тврдио да је Замена изгубио са два гласа, јер чланови жирија нису веровали да је прича заснована на стварним догађајима, сумњајући у представљање полицијског понашања према Кристин Колинс. То је довело до захтева студија Universal да Страчински дода изворе у сценарио.
Иако су позитивне критике са Канског фестивала наговештавале да ће филм бити озбиљан кандидат за Оскаре 2009. године, реакције током северноамеричког биоскопског приказивања биле су мешовите. Од јуна 2020. године, филм има оцену одобравања од 62% на сајту Rotten Tomatoes, засновану на 210 рецензија, са просечном оценом 6,3/10. Критички консензус сајта гласи: „Прелепо снимљен и добро одигран, Замена је убедљива прича која, нажалост, пречесто подлеже конвенцијама.“ Сајт Metacritic доделио је филму оцену 63 од 100, на основу 38 рецензија, указујући на „углавном позитивне критике“.
Пријем филма у неколико европских земаља био је повољнији, а у Уједињеном Краљевству 83% критичара наведених на Rotten Tomatoes дало је филму позитивне оцене.
Тод Мекарти из часописа Variety похвалио је Анџелину Жоли, наводећи да је била убедљивија него у филму Велико срце (2007), јер се мање ослањала на вештачке елементе. Он је такође истакао одличне споредне глумце, посебно Мајкла Келија. Оливер Сегур из Libération је истакао да је глумачка екипа најбољи аспект филма, похваливши споредне глумце и описујући Жплијеву глуму као снажну, али суптилну.
Кирк Ханикат из The Hollywood Reporter приметио је да је Жоли избегла своју личност „филмске звезде“ како би изгледала рањиво и одлучно. Иако је оценио споредне ликове као недовољно разрађене, изузев Ами Рајан, њен наступ је назвао достојанственим. Дејвид Ансен, пишући за Newsweek, додао је да је Жоли у овој улози показала уздржаност и интензитет.
С друге стране, Манохла Даргис из The New York Times сматрала је да је Анџелинина слава ометајућа и да је њена глума недовољно уверљива. Дејвид Денби из The New Yorker оценио је да је Жолијева показала вештину и несебичност, али да су лик и њена глума били неинтересантни. Он је навео да је Колинс једнодимензионална, без жеља или темперамента, а да је Малковичев лик Брајглеб био слично недовољно разрађен, описујући њихову сарадњу као „исправну, али досадну“.
Мекарти је похвалио „изузетан“ сценарио, назвавши га амбициозним и варљиво једноставним. Истакао је да је Иствуд показао поштовање према сценарију тиме што није подлегао мелодраматичним елементима нити унапред открио обим приче. Ханикат је приметио да је због блиске везе са историјским догађајима драма у једном тренутку изгубила на динамици, али је нагласио да филм не делује дугих 141 минут јер су творци знали како да "пређу на ствар". Ансен је навео да су Страчинскијеви дијалози понекад очигледни, али да је, упркос недостатку моралне суптилности која краси друга Иствудова дела, добро истражени сценарио „пример снажне архитектуре“, са сваким слојем који је градио огорченост публике до „врхунца беса“. Додао је: „Када је прича овако узбудљива, зашто се одупирати моралној огорчености?“
Сегуре је приметио да филм успешно реконструише епоху, али је додао да се Иствуд не чини инспирисан изазовом. Он је истакао да Иствуд одржава жар приче, али ретко омогућава да она букне у потпуности, упоредивши искуство гледања са боравком у луксузном аутомобилу: удобно, али досадно. Денби и Ансен су приметили да је Иствуд оставио публици да сама замисли најгоре злочине. Ансен је рекао да је то зато што је Иствуд мање заинтересован за морбидне аспекте случаја. Мекарти је похвалио промишљен и ненападан приступ, док је Денби указао на проблеме са оваквом уздржаношћу, рекавши да филм делује „импресивно и монотоно“.
Денби је истакао да је Иствуд био суочен са проблемом избегавања експлоатације „грозоморног“ материјала који би се лоше уклопио са суптилним емоцијама жене која жуди за несталим сином. Рекао је да су Иствуд и Страчински требали дубље истражити изопачене аспекте приче. Уместо тога, наратив је методично решавао емотивна и драмска питања—„побожно приказујући Кристинину апотеозу“—пре него што је „пружио причу за додатних четрдесет минута“.
Ансен је похвалио класичан приступ који је уздигао причу на виши ниво, наводећи да филм прихвата конвенције хорора само да би их надмашио. Мекарти је истакао да је Замена један од најживље реализованих Иствудових филмова, похваливши Стернову кинематографију, дизајн сценографије и костима, као и CGI пејзаже који се беспрекорно уклапају са снимцима локација. Даргис није била одушевљена продукцијским дизајном, указујући на губитак Иствудовог дугогодишњег сарадника Хенрија Бамстеда—који је преминуо 2006. године—као разлог за „превише чист“ изглед филма.
Сегуре је приметио да филм верно реконструише епоху, али да Иствуд није деловао инспирисано изазовом. Иако је одржавао жар приче, ретко је дозвољавао да она заиста засија. Сегуре је искуство гледања упоредио са боравком у луксузном аутомобилу—удобно, али досадно. Денби и Ансен су истакли да је Иствуд препустио публици да сама замисли најгоре злочине. Ансен је сматрао да је то резултат Иствудовог мањег интересовања за морбидне аспекте случаја.
Мекарти је похвалио промишљен и ненападан приступ, док је Денби указао на проблеме са оваквом уздржаношћу, оценивши да филм делује „и импресивно и монотоно“. Према његовим речима, Иствуд је морао да избегне експлоатацију „грозоморног“ материјала који би се лоше уклопио са суптилним емоцијама жене која жуди за несталим сином. Денби је сматрао да су Иствуд и Страчински требали дубље истражити изопачене аспекте приче. Уместо тога, рекао је, наратив је методично разрешавао емоционална и драмска питања—„побожно приказујући Кристинину апотеозу“—пре него што је „развлачио причу за додатних четрдесет минута“.
Ансен је похвалио класичан приступ који је подигао причу на виши ниво, тврдећи да филм прихвата конвенције хорора само да би их надмашио. Мекарти је истакао да је Замена један од најживље реализованих Иствудових филмова, хвалећи Стернову кинематографију, дизајн сценографије и костима, као и CGI пејзаже који се беспрекорно уклапају са снимцима локација. Супротно томе, Даргис није била одушевљена продукцијским дизајном, наводећи да је губитак Иствудовог дугогодишњег сарадника Хенрија Бамстеда, који је преминуо 2006. године, допринео „превише чистом“ изгледу филма.
Дејмон Вајз из Емпајра назвао је Замена „беспрекорним“, а Мекарти га је описао као „емоционално снажан и стилски сигуран“. Он је изјавио да је Замена сложеније и шире дело у односу на Иствудову Mystic River, додајући да су ликови и друштвени коментар уведени у причу са „готово задивљујућом промишљеношћу“. Према његовим речима, као „тужна критика градске политичке културе“, Замена се сврстава уз филмове као што су Chinatown и L.A. Confidential.
Ханикат је истакао да филм додаје „заборављено поглавље у ЛА ноар“ тих филмова и да је Иствудова мелодична музика допринела дочаравању града и периода „који пролази кроз галванске промене“. Он је додао да „осећај малог града у улицама и сетовима ... осликава друштво које одбија да види шта се заправо дешава“.
Сегуре је приметио да филм има мало мана, али да је збуњујуће зашто су други критичари били толико одушевљени. Денби је оценио да је филм прелепо направљен, али да дели главни недостатак других „праведно огорчених“ филмова у томе што публици честита на презиру према „одавно дискредитованим“ ставовима приказаним у њему. Ансен је закључио да је прича испричана тако уверљиво да би само огорчени циник остао неузнемирен овом „опсесивном, тужном сагом“.

## Награде
Поред наведених награда и номинација, Национални одбор за преглед филмова (National Board of Review of Motion Pictures) прогласио је Замена једним од 10 најбољих филмова 2008. године,[139] као и Међународна новинарска академија која додељује годишње Сателит награде (Satellite Awards).[140] Неколико критичара уврстило је овај филм на своје листе најбољих филмова 2008. године. Ентони Лејн из The New Yorker прогласио га је другим најбољим филмом, часопис Empire четвртим, а Рене Родригез из The Miami Herald је филм ставио на заједничко четврто место са Иствудовим Gran Torino.[141] Јапански филмски критичар Шигехико Хасуми уврстио је Замена међу најбоље филмове деценије 2000–2009.